# Myriotrochus neocaledonicus
Myriotrochus neocaledonicus is een zeekomkommer uit de familie Myriotrochidae.
De wetenschappelijke naam van de soort werd in 1999 gepubliceerd door A.V. Smirnov.